# سورة الماعون
سُورَةُ الْمَاعُونِ هي سورة مكية في قول عطاء وجابر وأحد قولين منسوبين لابن عباس، وسورة مدنية في قول آخر لابن عباس وهو قول قتادة. وفي الإتقان في علوم القرآن قيل نزل أول ثلاث آيات بمكة، وبقيتها نزلت بالمدينة المنورة. السورة من المفصل، آياتها 7، وترتيبها في المصحف 107، في الجزء الثلاثين، بدأت بأسلوب استفهام ﴿أَرَأَيْتَ الَّذِي يُكَذِّبُ بِالدِّينِ ۝١﴾ [الماعون:1]، ولم يُذكر فيها لفظ الجلالة، نزلت بعد سورة التكاثر وقبل سورة الكافرون.
سميت هذه السورة في كثير من المصاحف وكتب التفسير «سورة الماعون» لورود لفظ الماعون فيها دون غيرها. وسميت في بعض التفاسير «سورة أرأيت» وعنونها في «صحيح البخاري». وعنونها ابن عطية ب «سورة أرأيت الذي». وقال الكواشي في «التلخيص» «سورة الماعون والدين وأرأيت» وفي «الإتقان»: وتسمى «سورة الدين» وفي حاشيتي الشهاب الخفاجي وسعدي على تفسير البيضاوي تسمى «سورة التكذيب» وقال البقاعي في نظم الدرر في تناسب الآيات والسور تسمى «سورة اليتيم».
تتوعد السورة المكذِّبين من الكفار والمنافقين بيوم الدين واليوم الآخر، كدعِّ اليتيم، وعدم الحض على إطعام المسكين، والتغافل عن الصلاة، والرِّياء بالأعمال، ومنع الماعون. ذلك لأن الإيمان بالبعث ويوم القيامة هو الوازع الذي يدعو إلى الإقبال على الأعمال الصالحة، فلما كذَّبوا به؛ استحلوا الحرمات فاعتدوا على الضعيف واحتقروه وأمسكوا عن إطعام المسكين، وأعرضوا عن قواعد الإسلام من الصلاة والزكاة.

## نص السورة
نص سورة الماعون برواية حفص لقراءة عاصم:
لا اختلافَ في القراءات العشر للسورة. إلا في «أَرَءَيۡتَ»، قرأها بعضهم «أَرَيۡتَ» بحذف الهمزة، قال أبو إسحاق الزجاج: وهذا ليس بالاختيار، لأن الهمزة إنما طرحت من المستقبل نحو يرى وأرى وترى.
عدد آيات سورة الماعون سبع آيات في العدّ الكوفي والبصري وست في عدد الباقين، اختلافها آية ﴿الَّذِينَ هُمْ يُرَاءُونَ ۝٦﴾ [الماعون:6]، عدها الكوفي والبصري ولم يعدها الباقون. أما عدد كلماتها فخمس وعشرون كلمة. واختلفوا في تعداد حروفها على عدة أقوال، قال عطاء مئة وخمسة وعشرون حرفًا، وقال أبو عمرو الداني مئة واثنا عشر حرفًا فقال «والصحيح أن حروفها مئة واثنا عشر حرفًا وثلاثة عشر لاختلاف المصاحف في إثبات الألف وحذفها في قوله تعالى ﴿أَرَءَيۡتَ﴾ والصواب مئة وثلاثة عشر حرفًا مع رسم الألف في ﴿أَرَءَيۡتَ﴾ و﴿صَلَاتِهِمۡ﴾ وأحد عشر حرفًا دونهما واثنا عشر حرفًا مع حذف أحدهما وصلاتهم مرسومة بغير واو في كل المصاحف.». وقال الخطيب الشربيني مائة وثلاثة وعشرون حرفًا فقال: «هي سبع آيات وخمس وعشرون كلمة ومائة وثلاثة وعشرون حرفا.»

## تسمية السورة
سميت هذه السورة في كثير من المصاحف وكتب التفسير «سورة الماعون» لورود لفظ الماعون فيها دون غيرها. وسميت في بعض التفاسير «سورة أرأيت» وكذلك في مصحف من مصاحف القيروان في القرن الخامس، وكذلك عنونها في «صحيح البخاري». وعنونها ابن عطية ب «سورة أرأيت الذي». وقال الكواشي في «التلخيص» «سورة الماعون والدين وأرأيت» وفي «الإتقان»: وتسمى «سورة الدين» وفي حاشيتي الشهاب الخفاجي وسعدي على تفسير البيضاوي تسمى «سورة التكذيب» وقال البقاعي في نظم الدرر في تناسب الآيات والسور تسمى «سورة اليتيم».

## زمن نزول السورة
هي سورة مكية في قول عطاء وجابر وأحد قولين منسوبين لابن عباس، وسورة مدنية في قول آخر لابن عباس وهو قول قتادة. وفي الإتقان في علوم القرآن قيل نزل أول ثلاث آيات بمكة، وبقيتها نزلت بالمدينة المنورة، أي بناء على أن قوله:  فَوَيْلٌ لِلْمُصَلِّينَ   إلى آخر السورة أريد به المنافقون.
وعُدت السابعة عشر من السور نزولُا، نزلت بعد سورة التكاثر وقبل سورة الكافرون، فعن جابِرِ بْنِ زَيْدٍ قَالَ: «أَوَّلُ مَا أَنْزَلَ اللَّهُ مِنَ الْقُرْآنِ بِمَكَّةَ: ﴿اقْرَأْ بِاسْمِ رَبِّكَ﴾ ثُمَّ: ﴿نْ وَالْقَلَمِ﴾ ثُمَّ: ﴿يَا أَيُّهَا الْمُزَّمِّلُ﴾ ثم: ﴿يَا أَيُّهَا الْمُدَّثِّرُ﴾ ثُمَّ: الْفَاتِحَةَ ثُمَّ: ﴿تَبَّتْ يَدَا أَبِي لَهَبٍ وَتَبَّ﴾ ثُمَّ: ﴿إِذَا الشَّمْسُ كُوِّرَتْ﴾ ثُمَّ: ﴿سَبِّحِ اسْمَ رَبِّكَ الأَعْلَى﴾ ثُمَّ: ﴿والليل إِذَا يغشى﴾ ثُمَّ: ﴿وَالْفَجْرِ﴾ ثُمَّ: ﴿وَالضُّحَى﴾ ثُمَّ: ﴿أَلَمْ نَشْرَحْ﴾ ثُمَّ: ﴿وَالْعَصْرِ﴾ ثُمَّ: ﴿وَالْعَادِيَاتِ﴾ ثُمَّ ﴿الْكَوْثَرَ﴾ ثُمَّ: ﴿أَلْهَاكُمُ﴾ ثُمَّ: ﴿أَرَأَيْتَ الَّذِي يُكَذِّبُ﴾ ثُمَّ: ﴿الْكَافِرُونَ﴾.». وقال مجد الدين الفيروزآبادي: «اتَّفقوا على أَنَّ أَوّل السُّور المكِّية اقرأ باسم رَبِّكَ الذي خَلَقَ، ثمَّ ن والقلم وَمَا يَسْطُرُونَ، ثمَّ سورة المزمِّل، ثمَّ سورة المدَّثِّر، ثمَّ سورة تبَّت، ثم إِذَا الشَّمْسُ كُوِّرَتْ، ثم سَبِّحِ اسْمِ رَبِّكَ الأَعْلَى، ثمَّ والليل إِذَا يغشى، ثم وَالفَجْرِ، ثم وَالضُّحَى، ثمَّ أَلَمْ نَشْرَح ثُمَّ: وَالْعَصْرِ ثُمَّ: وَالْعَادِيَاتِ ثُمَّ الْكَوْثَرَ ثُمَّ: أَلْهَاكُمُ ثُمَّ: أَرَأَيْتَ الَّذِي يُكَذِّبُ ثُمَّ: الْكَافِرُونَ... ولم نذكر الفاتحة لأَنَّه مختلَف فيها: قيل أُنزلت بمكة، وقيل بالمدينة؛ وقيل بكلٍّ مرة».

## أسباب النزول
في أسباب نزول السورة قولان:

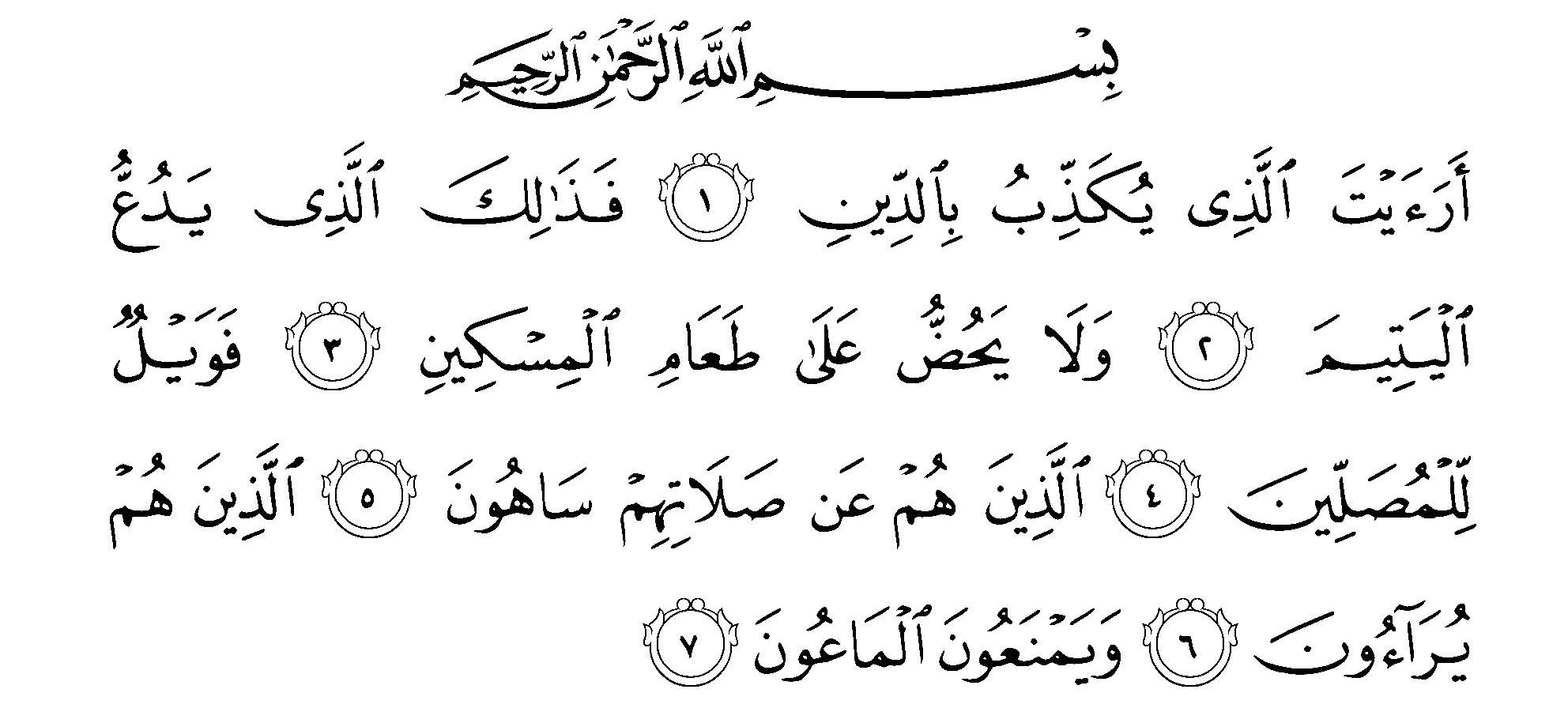
سورة الماعون من برنامج مصحف المدينة المنورة للنشر الحاسوبي.

- أنها مختصة بشخص معين، وعلى هذا القول ذكروا أشخاصًا، فذكر الضحاك بن مزاحم أنها نزلت في رجل من المنافقين.[6] فقال ابن جريج: نزلت في أبي سفيان كان ينحر جزورين في كل أسبوع، فأتاه يتيم فسأله لحمًا فقرعه بعصاه، وقال مقاتل بن سليمان: نزلت في العاص بن وائل السهمي.[9] وكان من صفته الجمع بين التكذيب بيوم القيامة والإتيان بالأفعال القبيحة، وقال السدي: نزلت في الوليد بن المغيرة، وحكى الماوردي أنها نزلت في أبي جهل، ورُوي أنه كان وصيًا ليتيم، فجاءه وهو عريان يسأله شيئًا من مال نفسه، فدفعه ولم يعبأ به فأيس الصبي، فقال له أكابر قريش: قل لمحمد يشفع لك، وكان غرضهم الاستهزاء ولم يعرف اليتيم ذلك، فجاء إلى النبي والتمس منه ذلك، فذهب معه النبي إلى أبي جهل فرحب به وبذل المال لليتيم فعيره قريش فقالوا: صبوت، فقال: لا والله ما صبوت، لكن رأيت عن يمينه وعن يساره حربة خفت إن لم أجبه يطعنها فيَّ. ورُوِيَ عن ابن عباس أنها نزلت في منافق جمع بين البخل والمراءاة.[10] وحكى هبة الله بن سلامة في كتاب «الناسخ والمنسوخ» أن الآيات الأربع الأخيرة نزلت في عبد الله بن أبي ابن سلول.[11]
- بينما ذكر فخر الدين الرازي أن الآيات قد تكون عامة وليست مختصة بشخص معين، فهى عامة لكل من كان مكذبًا بيوم الدين، وذلك لأن إقدام الإنسان على الطاعات وإحجامه عن المحظورات إنما يكون للرغبة في الثواب والرهبة عن العقاب، فإذا كان منكرًا للقيامة لم يترك شيئًا من المشتهيات واللذات، فثبت أن إنكار القيامة كالأصل لجميع أنواع الكفر والمعاصي.[12]

## تفسير السورة

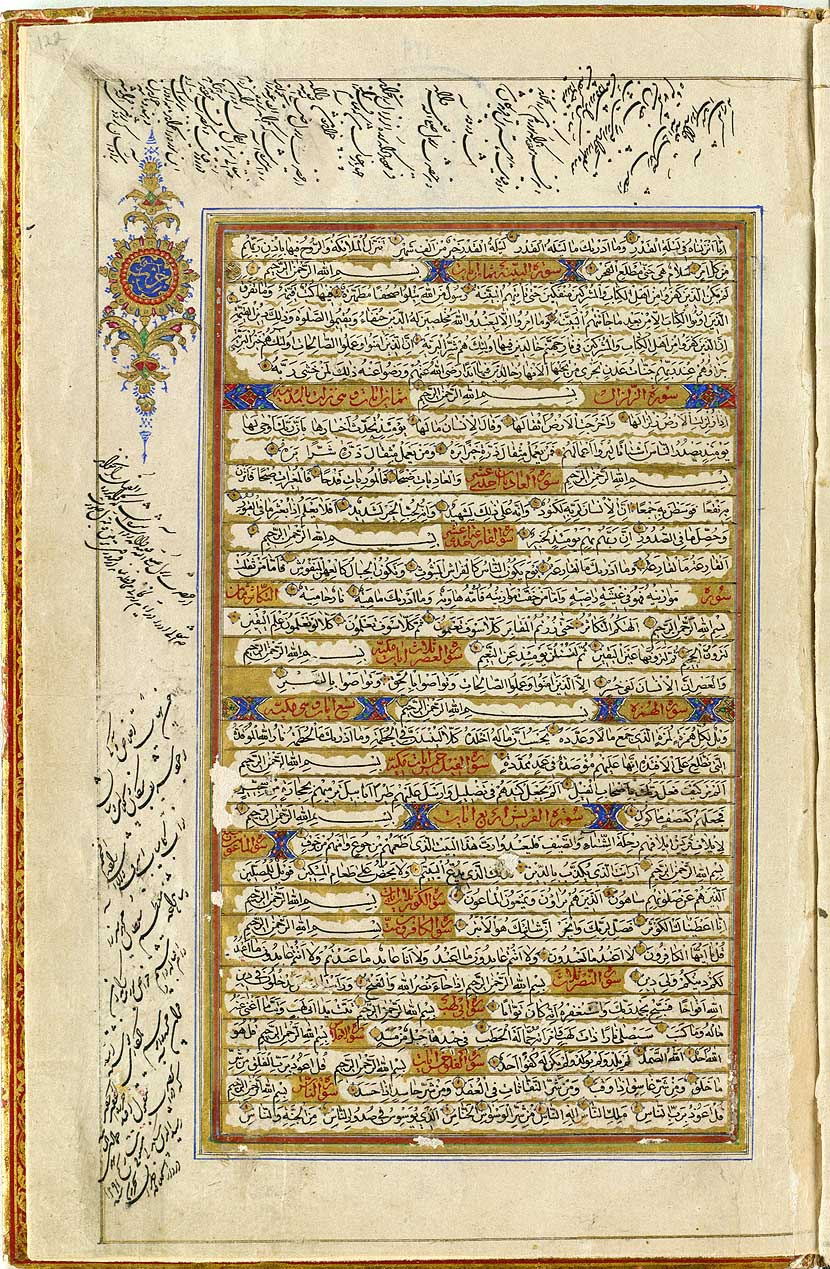
مخطوطة قرآنية تعود لعام 1874م.

تتحدث السورة أمّا عن المُكذبين المشركين وأمّا المنافقين المرآءين، الذين يكذبون بالبعث ويوم القيامة ويعتدون على الضعيف ويحتقرونه ويمسكون عن إطعام المسكين، ويعرضون عن قواعد الإسلام من الصلاة والزكاة. ويميل المفسرون أن الأربع آيات الأخيرة تتحدث عن المنافقين؛ لأنها جمعت أوصافهم الثلاثة: السهو عن الصلاة، والرياء، والبخل بالمال، وهما ما ذكره الله في صفات المنافقين لقوله تعالى: ﴿إِنَّ الْمُنَافِقِينَ يُخَادِعُونَ اللَّهَ وَهُوَ خَادِعُهُمْ وَإِذَا قَامُوا إِلَى الصَّلَاةِ قَامُوا كُسَالَى يُرَاءُونَ النَّاسَ وَلَا يَذْكُرُونَ اللَّهَ إِلَّا قَلِيلًا ۝١٤٢﴾ [النساء:142]، ولقوله تعالى:﴿وَمَا مَنَعَهُمْ أَنْ تُقْبَلَ مِنْهُمْ نَفَقَاتُهُمْ إِلَّا أَنَّهُمْ كَفَرُوا بِاللَّهِ وَبِرَسُولِهِ وَلَا يَأْتُونَ الصَّلَاةَ إِلَّا وَهُمْ كُسَالَى وَلَا يُنْفِقُونَ إِلَّا وَهُمْ كَارِهُونَ ۝٥٤﴾ [التوبة:54].

### تفسير الآيات
الآية الأولى:  أَرَأَيْتَ الَّذِي يُكَذِّبُ بِالدِّينِ  : قيل: هو خطاب للرسول، وقيل: بل خطاب لكل عاقل أي أرأيت يا عاقل هذا الذي يكذب بالدين بعد ظهور دلائله ووضوح تبيانه. وقيل الاستفهام مستعمل في التعجيب من حال المكذبين بالجزاء. والإشارة إلى الذي يكذب بالدين باسم الإشارة للتمييز، أو لتنزيله منزلة الظاهر الواضح بحيث يشار إليه. والدين هو ثواب الله وعقابه والحساب في الأخرة. وعن ابن عباس أنه قال: الذي يكذب بحكم الله. قال فخر الدين الرازي: «في تفسير الدين وجوه أحدها: أن يكون المراد من يكذب بنفس الدين والإسلام إما لأنه كان منكرا للصانع، أو لأنه كان منكرا للنبوة، أو لأنه كان منكرا للمعاد أو لشيء من الشرائع، فإن قيل: كيف يمكن حمله على هذا الوجه، ولا بد وأن يكون لكل أحد دين والجواب: من وجوه أحدها: أن الدين المطلق في اصطلاح أهل الإسلام والقرآن هو الإسلام قال: الله تعالى: إِنَّ الدِّينَ عِنْدَ اللَّهِ الْإِسْلامُ. أما سائر المذاهب فلا تسمى دينًا إلا بضرب من التقييد كدين النصارى واليهود وثانيها: أن يقال: هذه المقالات الباطلة ليست بدين، لأن الدين هو الخضوع لله وهذه المذاهب إنما هي خضوع للشهوة أو للشبهة وثالثها: وهو قول أكثر المفسرين أن المراد أرأيت الذي يكذب بالحساب والجزاء، قالوا: وحمله على هذا الوجه أولى لأن من ينكر الإسلام قد يأتي بالأفعال الحميدة ويحترز عن مقابحها إذا كان مقرا بالقيامة والبعث، أما المقدم على كل قبيح من غير مبالاة فليس هو إلا المنكر للبعث والقيامة.»
الآية الثانية:  فَذَلِكَ الَّذِي يَدُعُّ الْيَتِيمَ  : هو الذي يقهر اليتيم ويظلمه حقه، ولا يطعمه ولا يحسن إليه. والفاء في قوله فذلك للسببية أي لما كان كافرا مكذبا كان كفره سببا لدع اليتيم، وهذا إيذان بأن الإيمان بالبعث والجزاء هو الوازع الحق الذي يغرس في النفس جذور الإقبال على الأعمال الصالحة. لكن عندما كذَّب الإنسان بالدين، أصبح يقهر اليتيم ولا يحث على إطعام المساكين.
الآية الثالثة:  وَلَا يَحُضُّ عَلَى طَعَامِ الْمِسْكِينِ  : ولا يحث غيره على إطعام المحتاج من الطعام، فلا يفعلونه إن قدروا، ولا يحثون عليه إن عسروا. وإضافة الطعام إلى المسكين تدل على أن ذلك الطعام حق المسكين، فكأنه منع المسكين مما هو حقه. وكونه لا يحض غيره على إطعام المسكين فذلك لأنه مُكذِّب بالقيامة، فلو آمن بالجزاء وأيقن بالوعيد لما فعل ذلك، فموضع الذنب هو التكذيب بالقيامة.
الآيتان الرابعة والخامسة:  فَوَيْلٌ لِلْمُصَلِّينَ  الَّذِينَ هُمْ عَنْ صَلَاتِهِمْ سَاهُونَ  : جاء في سنن الترمذي أن الويل هو وادِ في جهنم. سَاهُونَ: أي لاهون غافلون متشاغلون بغيرها. وهو وعيد بالعذاب للمنافقين الذين يصلون، لكن لا يريدون الله عز وجل بصلاتهم، وهم في صلاتهم ساهون إذا صلوها. وقيل: الذين يؤخرون الصلاة عن وقتها، فلا يصلونها إلا بعد خروج وقتها، وقيل هم المنافقين الذين يصلون في العلانية ولا يصلون في السر. قال ابن كثير: «الذين هم من أهل الصلاة وقد التزموا بها ثم هم عنها ساهون، إما عن فعلها بالكلية كما قاله ابن عباس، وإما عن فعلها في الوقت المقدر لها شرعا فيخرجها عن وقتها بالكلية، كما قاله مسروق وأبو الضحى.» وقال عطاء بن دينار: «الحمد لله الذي قال: ﴿عَنْ صَلَاتِهِمْ سَاهُونَ﴾ ولم يقل في صلاتهم ساهون، وإما عن وقتها الأول فيؤخرونها إلى آخره دائمًا أو غالبًا، وإما عن أدائها بأركانها وشروطها على الوجه المأمور به، وإما عن الخشوع فيها والتدبر لمعانيها، فاللفظ يشمل ذلك كله ولكن من اتصف بشيء من ذلك قسط من هذه الآية، ومن اتصف بجميع ذلك فقد تم له نصيبه منها وكمل له النفاق العملي.». وذكر الرازي أن المنافقين لكونهم غافلون عن صلاتهم، لم يُحصِّلوا فائدة الصلاة من أنها تنهى عن الفحشاء والمنكر من قهر اليتيم وترك الحض على طعام المسكين.
الآية السادسة:  الَّذِينَ هُمْ يُرَاءُونَ  : أي ينافقون ويقصدون أن يرى الناس أنهم على حال حسن وهم بخلافه ليتحدث الناس لهم بمحاسن ما هم بموصوفين بها. قال الطبري: الذين هم يراءون الناس بصلاتهم إذا صلوا؛ لأنهم لا يصلون رغبة في ثواب، ولا رهبة من عقاب، وإنما يصلونها ليراهم المؤمنون فيظنونهم منهم، فيكفون عن سفك دمائهم، وسبي ذراريهم، وهم المنافقون الذين كانوا على عهد رسول الله صلى الله عليه وسلم، يستبطنون الكفر، ويظهرون الإسلام.
الآية السابعة:  وَيَمْنَعُونَ الْمَاعُونَ  : الماعون هو الزكاة المفروضة، ويطلق على الإعانة بالمال، وقال سعيد بن المسيب وابن شهاب: الماعون: المال بلسان قريش. وروى أشهب عن مالك: الماعون: الزكاة، ويطلق على ما يستعان به على عمل البيت من آنية وآلات طبخ وشد وحفر ونحو ذلك مما لا خسارة على صاحبه في إعارته وإعطائه. وعن عائشة: الماعون الماء والنار والملح. ورُوى أن عبد الله بن مسعود سُئل عن الماعون فقال: هو ما يتعاوره الناس بينهم من الفأس والقدر. وهذا مما يدل على منتهى البخل. قال ابن كثير: فإنه يشمل الأقوال كلها وترجع كلها إلى شيء واحد، وهو ترك المعاونة بمال أو منفعة. وقال زيد بن أسلم: هم المنافقون ظهرت الصلاة فصلوها، وضمنت الزكاة فمنعوها.

## مناسبة السورة لما قبلها وبعدها
تأتي سورة الماعون بعد سورة قريش؛ وقد بين العلماء أوجه المناسبة بينها وبين سورة قريش. يقول البقاعي: «لما أخبر سبحانه وتعالى عن فعله معهم من الانتقام ممن تعدى حدوده فيهم، ومن الرفق بهم بما هو غاية في الحكمة، فكان معرفا بأن فاعله لا يترك الناس سدى من غير جزاء، وأمرهم آخر قريش بشكر نعمته بإفراده بالعبادة، عرفهم أول هذه أن ذلك لا يتهيأ إلا بالتصديق بالجزاء الحامل على معالي الأخلاق الناهي عن مساوئها، وعجب ممن يكذب بالجزاء مع وضوح الدلالة عليه بحكمة الحكيم، ووصف المكذب به بأوصاف هم منها في غاية النفرة، وصوره بأشنع صورة بعثًا لهم على التصديق وزجرًا عن التكذيب». وقال شهاب الدين الآلوسي: «لما ذكر سبحانه في سورة قريش: أطعمهم من جوع. ذم عز وجل هنا من لم يحض على طعام المسكين، ولما قال تعالى هناك: ليعبدوا رب هذا البيت. ذم سبحانه هنا من سها عن صلاته، أو لما عدد نعمة تعالى على قريش، وكانوا لا يؤمنون بالبعث والجزاء، أتبع سبحانه امتنانه عليهم بتهديدهم بالجزاء وتخويفهم من عذابه.».
أما عن مناسبتها لسورة الكوثر التي بعدها، فيقول البقاعي: «لما كانت سورة الدين بإفصاحها ناهية عن مساوىء الأخلاق، كانت بإفهامها داعية إلى معالي الشيم، فجاءت الكوثر لذلك، وكانت الدين قد ختمت بأبخل البخلاء وأدنى الخلائق: المنع تنفيرا من البخل ومما جره من التكذيب، فابتدئت الكوثر بأجود الجود. العطاء لأشرف الخلائق ترغيبا فيه وندبا إليه، فكان كأنه قيل: أنت يا خير الخلق غير متلبس بشيء مما نهت عنه تلك المختتمة بمنع الماعون».

## إعراب السورة
| ﴿أَرَءَيۡتَ ٱلَّذِی يُكَذِّبُ بِٱلدِّينِ ۝١﴾   | «أرأيت» الهمزة حرف استفهام وماض وفاعله «الذي» مفعول به والجملة ابتدائية لا محل لها «يكذب» مضارع فاعله مستتر «بالدين» متعلقان بالفعل والجملة صلة. |
| ﴿فَذَ ٰلِكَ ٱلَّذِی يَدُعُّ ٱلۡيَتِيمَ ۝٢﴾    | «فذلك» الفاء الفصيحة واسم الإشارة مبتدأ «الذي» خبره والجملة جواب شرط مقدر لا محل لها.«يدع» مضارع فاعله مستتر «اليتيم» مفعول به والجملة صلة.      |
| ﴿وَلَا يَحُضُّ عَلَىٰ طَعَامِ ٱلۡمِسۡكِينِ ۝٣﴾ | «ولا» الواو حرف عطف «لا» نافية «يحض» مضارع فاعله مستتر «على طعام» متعلقان بالفعل «المسكين» مضاف إليه. والجملة معطوفة على ما قبلها.               |
| ﴿فَوَيۡلࣱ لِّلۡمُصَلِّينَ ۝٤﴾             | «فويل» الفاء للسببية «ويل» مبتدأ «للمصلين» خبر المبتدأ.                                                                                          |
| ﴿ٱلَّذِينَ هُمۡ عَن صَلَاتِهِمۡ سَاهُونَ ۝٥﴾ | «الذين» صفة المصلين «هم» مبتدأ «عن صلاتهم» متعلقان بالخبر «ساهون» خبر والجملة صلة.                                                               |
| ﴿ٱلَّذِينَ هُمۡ يُرَاۤءُونَ ۝٦﴾          | «الذين» بدل من الذين السابقة «هم» مبتدأ «يراؤن» مضارع مرفوع والواو فاعله والجملة الفعلية خبر المبتدأ والجملة الاسمية صلة.                        |
| ﴿وَيَمۡنَعُونَ ٱلۡمَاعُونَ ۝٧﴾          | «ويمنعون» مضارع وفاعله والمفعول الأول محذوف تقديره الناس «الماعون» مفعول به ثان والجملة معطوفة على ما قبلها.                                     |

## وصلات خارجية
- سورة الماعون بقراءة مشاري بن راشد العفاسي
- سورة الماعون: تجويدا وتفسيرا - (موقع Altafsir.com).